# Máximo Cajal Sarasa
Máximo Cajal Sarasa (nascut a Osca, 1896 – mort a Madrid, 1990) va ser mestre d'ensenyament, advocat, polític i testaferro. Estava casat amb la doctora Mercedes López Pader.
De família humil, va estudiar magisteri i va ser mestre. Va obtenir pensió per estudiar a l'estranger per la Junta d'Ampliació d'Estudis i Recerques Científiques (JAE). Durant els seus primers anys de mestre va exercir als pobles aragonesos de Panillo (Osca) i Mequinensa (Saragossa), Alconchel a Badajoz, Torre de Esteras a La Manxa, sempre proper al pensament liberal de la Institución Libre de Enseñanza. Més tard va ser traslladat a Madrid, al poble de Titulcia i després a la capital, on es va allunyar de la seva vocació inicial i es va matricular en la carrera de Dret.
Després de llicenciar-se com a advocat i anys exercint en despatxos aliens, va poder obrir el seu bufet propi amb el qual es va llaurar tot un avenir com a representant societari i assessor de grans interessos.
Aquest fou el trampolí que li va permetre tenir amistats com la del doctor Miguel Maura Gamazo i ascendir socialment. A partir d'aquí, durant el Govern Provisional de la Segona República Espanyola, va ser Governador civil de Càceres i Illes Balears he va fer amistat amb Indalecio Prieto, Ministre d'Obres Públiques, i més tard de Defensa. Aquesta amistat duraria fins i tot després de la fi de la seva carrera política i més enllà.
En 1936, amb l'esclat de la Guerra Civil Espanyola, va ser perseguit pel Front Popular i les seves relacions li van permetre amagar-se en l'Ambaixada de Xile, fugir a València i després a Bèlgica. D'aquí a Sant Sebastià, una vegada conquistat pels franquistes, a partir d'on va vestir la camisa blava de la Falange Espanyola oblidant els seus ideals liberals durant uns quants anys. A febrer de 1939, del règim franquista va emanar la Llei de Responsabilitats Polítiques i el lletrat Maximo Cajal Sarasa va publicar uns mesos després un llibre al seu suport titulat La Ley de Responsabilidades Políticas, comentada y seguida de un apéndice de disposiciones legales y formularios más en uso (1939) on va manifestar la seua confinça en aqueixa Justícia
Durant el franquisme va seguir exercint l'advocacia, sempre ben relacionat, i va arribar a representar grans interessos en la Platja de Sant Joan d'Alacant durant els anys quaranta, cinquanta i seixanta.
Va morir a Madrid el 15 d'abril de 1990. És pare del diplomàtic Máximo Cajal López.